# 세바스티앙 레스페
세바스티앙 니콜라 조아킴 레스페(프랑스어: Sébastien -Nicolas-Joachim Lespès, 1828년 3월 13일 - 1897년 8월 24일)는 청불 전쟁 때 해군 작전에서 중요한 역할을 했던 프랑스 제독이었다. 청불 전쟁에서 아메데 쿠르베의 극동 전대의 부사령관 제독이었다.

## 초기 경력
세바스티앙 레스페는 1828년 3월 13일 바욘에서 태어났다. 그는 1846년 8월 1일에 수습장교를 그만두고 해군사관학교로 입학했다. 1850년, 앙플렉시블(Inflexible), 프리에드롱(Friedland), 오시옹(Océan), 시쉬(Psyché)와 같은 전함을 가진 프랑스의 혁명 전대(Escadre d'évolutions)와 함께 브리그선 에이르(Aigle)를 타고 세네갈 원정에 참전했다. 그는 1850년 10월 26일, 원정을 하는 동안 해군 중위로 승진했다.
크림 전쟁(1854 ~ 1856) 동안, 그는 전함 발미(Valmy)를 타고 흑해에서 복무를 했으며, 또한 세바스토폴의 포위전에서는 프랑스 해군 포병과 함께 해안에서 두각을 나타냈다. 그는 1854년 12월 2일에 해군 대위로 승진했으며, 또한 레지옹 도뇌르 슈발리에 십자 훈장을 받았다.
그는 1857년에 극동에서 복구를 했으며, 그곳에서 그는 차례로 전함 오다슈(Audacieux), 네메지(Némésis), 도르도뉴(Dordogne)와 쥬쉘라(Duchayla)를 타고 제2차 아편 전쟁과 코친차이나 원정에 참전했다.

## 참고자료
- Lonlay, D. de, Au Tonkin, 1883-1885 (Paris, 1886)
- Duboc, E., Trente cinq mois de campagne en Chine, au Tonkin (Paris, 1899)
- Garnot, L'expédition française de Formose, 1884–1885 (Paris, 1894)
- Huard, L., La guerre du Tonkin (Paris, 1887)
- Loir, M., L'escadre de l'amiral Courbet (Paris, 1886)
- Mackay, George L. (1896). 《From Far Formosa》. New York: F. H. Revell Co. OCLC 855518794.
- Thomazi, A., La conquête de l'Indochine (Paris, 1934)
- Thomazi, A., Histoire militaire de l'Indochine français (Hanoi, 1931)
- Tréfeu, E., Nos marins: vice-amiraux, contre-amiraux, officiers généraux des troupes de la marine et des corps entretenus (Paris, 1888)